# Nevena Iričanin
Nevena Iričanin est une joueuse de volley-ball serbe née le 27 mai 1989 à Trstenik. Elle mesure 1,78 m et joue au poste de réceptionneuse-attaquante. 

## Clubs
| Club                       | De        | À         |
| -------------------------- | --------- | --------- |
| ŽOK Vojvodina              | 2005-2006 | 2009-2010 |
| ŽOK Varadin                | 2010-2011 | 2011-2012 |
| HPK Naiset                 | 2012-2013 | 2012-2013 |
| Békéscsabai RSE            | 2013-2014 | 2013-2014 |
| Újpesti TE                 | 2014-2015 | 2015-2016 |
| MD Zrenjanin               | 2016-2017 | 2016-2017 |
| Kaposvári Női RC           | 2017-2018 | 2018-2019 |
| ŽOK Srem Sremska Mitrovica | 2019-2020 | …         |

## Palmarès
- Championnat de Hongrie
  - Vainqueur : 2014.